# Кръсто Ковачев
Кръсто (Кръстьо) С. Ковачев, известен като Търговищки, Търговишки, Търговички или Прешевски (на сръбски: Крста Ковачевић– Трговишки), e деец на Вътрешната македоно-одринска революционна организация, по-късно станал сърбоманин и оглавил чета на сръбската въоръжена пропаганда в Източна Македония.

## Биография
Кръсто Ковачев е роден в 1877 година в село Търговище, Северна Македония, което тогава е в Прешевската каза на Османската империя. В родното си село се занимава с ковачество до 1900 година, когато убива турски войник заради насилие срещу малкия му брат Спиро. След убийството бяга в България, където започва работа като общ работник в железопътния транспорт в София. Скоро след това той е забелязан от дейци на ВМОРО и привлечен в тяхната организация.
Четник е в четата на генерал Иван Цончев, където най-добрият му приятел е Кръстю Лазаров. По време на Илинденско-Преображенското въстание е в четата на скопския войвода Никола Пушкаров и участва във взривяването на железопътната линия близо до село Новачани. След оттеглянето на Пушкаров влиза в четата на Тодор Паница, която след няколко неуспешни схватки е принудена да търси убежище във Враня.
Във Враня Кръсто се запознава с Мицко Кръстев и Живоин Рафаилович и решава да мине на сръбска страна. От 1904 година е сръбски войвода и през неговата чета минават Воислав Танкосич и Войн Попович.
След Младотурската революция в 1908 година се установява в Прешево. В 1909 година турците правят опит да го убият и той отново става нелегален. Участва в Балканската война в четническия отряд на Войн Попович и с него се сражава в Кумановската битка, при Мукос и при Бакърно гумно. През Първата световна война участва заедно с шестимата си братя. Сам превежда четата си по време на отстъплението през Албания. Сражава се на Солунския фронт.
От 1924 година води контрачета, която действа срещу четите на ВМРО и албанските качаци. По време на окупацията 1941 - 1944 година живее тайно в Лесковац. Умира през 1948 година в Прешево.